# Ibn Durajd
Ibn Durajd, arab. بن دريد (pełne imię: Abu Bakr Muhammad Ibn al-Hasan Ibn Durajd al-Azdi), ur. 837 w Basrze, zm. 13 sierpnia 933 w Bagdadzie – arabski filolog, prozaik i poeta epoki Abbasydów.
Był synem wodza plemienia Azd. Jego najważniejszym nauczycielem był filolog Abu Usman al-Usznandani, jednak pobierał lekcje także u innych słynnych basrańskich gramatyków, takich jak Abu Hatim al-Sidżistani i Al-Asma’i. Podczas rebelii Zandżów uciekł do Omanu, gdzie miał spędzić dwanaście lat. Później przeniósł się na dwór namiestnika Farsu, gdzie uczył jego syna, Isma'ila Ibn Abd Allaha. To dla niego miał skomponować swój słynny poemat Al-Maksura. Podyktował mu także swój słownik języka arabskiego, Dżamharat al-lugha al-arabijja (Zbiór [słownictwa] języka arabskiego). Gdzieś pomiędzy 909 a 914 przeniósł się do Bagdadu i był już wówczas na tyle sławny, że kalif Al-Muktadir (908–932) przyznał mu stypendium. Jego dogłębna znajomość języka arabskiego przyciągnęła do niego wielu uczniów, do których należeli m.in. Abu Said as-Sirafi, Al-Marzubani, Abu al-Faradż al-Isfahani, Abu Ali al-Baghdadi al-Kali, Az-Zadżdżadżi, Ibn Chalawajh i Abu Ahmad al-Askari. Cieszył się opinią człowieka o cnotach sajjida: odważnego, hojnego i uprzejmego. Zmarł w wieku lat 98.
Jego najważniejszym dziełem był monumentalny słownik Dżamharat, zawierający materiały, których nie można znaleźć w innych słownikach. Tworząc go korzystał z Kitab al-Ajn Al-Chalila Ibn Ahmada, jednak wybierając i układając słowa według własnego rozeznania. Oprócz tego napisał także szereg prac monograficznych, dotyczących specjalnych dziedzin słownictwa, oraz dzieło o genealogii plemion arabskich Kitab al-isztikak (Księga genealogii). Pisał również opowieści z życia Beduinów, zmierzając za ich pomocą do wprowadzenia w życie i spopularyzowania dawnych wyrażeń lub utworzonych przez siebie neologizmów. Te pełne werwy i dowcipu, pisane rymowaną prozą (sadż) utwory są powszechnie uważane za inspirację do powstania gatunku makamy, którego właściwym twórcą był Al-Hamadani.